# USS Richard M. Rowell (DE-403)
USS Richard M. Rowell (DE-403) là một tàu hộ tống khu trục lớp John C. Butler từng phục vụ cùng Hải quân Hoa Kỳ trong Chiến tranh Thế giới thứ hai. Nó là chiếc tàu chiến duy nhất của Hải quân Hoa Kỳ được đặt cái tên này, theo tên Thiếu úy Hải quân Richard Merrill Rowell (1916–1942), phi công từng phục vụ cùng Liên đội Tiêm kích VF-2 trên tàu sân bay Lexington (CV-2), đã mất tích trong Trận chiến biển Coral vào ngày 8 tháng 5, 1942 và được truy tặng Huân chương Chữ thập bay Dũng cảm. Nó đã phục vụ trong suốt Thế chiến II, được cho ngừng hoạt động sau khi xung đột chấm dứt vào năm 1946, rồi cuối cùng bị bán để tháo dỡ vào năm 1969. Richard M. Rowell được tặng thưởng sáu Ngôi sao Chiến trận do thành tích phục vụ trong Thế Chiến II.

## Thiết kế và chế tạo
Lớp John C. Butler được thiết kế nhằm đáp ứng nhu cầu một số lượng lớn nhưng rẻ tiền của một kiểu tàu hộ tống chống tàu ngầm để hộ tống các đoàn tàu vận tải vượt đại dương. Chúng có chiều dài chung 306 foot (93,3 m), mạn tàu rộng 36 foot 10 inch (11,2 m) và mớn nước 13 foot 4 inch (4,1 m), trọng lượng choán nước tiêu chuẩn 1.350 tấn Anh (1.372 t), và lên đến 1.745 tấn Anh (1.773 t) khi đầy tải, với một thủy thủ đoàn bao gồm 14 sĩ quan và 201 thủy thủ. Con tàu được vận hành bởi hai turbine hơi nước hộp số Westinghouse; hơi nước được cung cấp bởi hai nồi hơi "D" Express, tạo ra công suất 12.000 mã lực càng (8.900 kW) và cho phép đạt được tốc độ tối đa 24 hải lý trên giờ (44 km/h; 28 mph). Nó có tầm hoạt động 6.000 hải lý (11.000 km; 6.900 mi) ở tốc độ đường trường 12 hải lý trên giờ (22 km/h; 14 mph).
Dàn vũ khí chính bao gồm hai tháp pháo 5-inch/38 caliber đa dụng nòng đơn, được dẫn đường bởi hệ thống điều khiển hỏa lực Mark 51; vũ khí phòng không gồm hai khẩu đội Bofors 40 mm L/60 nòng đôi và mười khẩu Oerlikon 20 mm nòng đơn cũng được dẫn đường bởi hệ thống Mark 51. Ngoài ba ống phóng ngư lôi 21 inch (533 mm), vũ khí chống ngầm bao gồm hai đường ray thả mìn sâu, tám máy phóng mìn sâu K-gun cùng một dàn súng cối chống ngầm Hedgehog. Con tàu được trang bị sonar kiểu QC, radar dò tìm mặt biển SL và radar dò tìm không trung SA.
Richard M. Rowell được đặt lườn tại xưởng tàu của hãng Brown Shipbuilding Co. ở Houston, Texas vào ngày 18 tháng 8, 1943.Nó được hạ thủy vào ngày 17 tháng 11, 1943, được đỡ đầu bởi bà Agnes M. Rowell, mẹ của Thiếu úy Rowell, và được cho nhập biên chế cùng Hải quân Hoa Kỳ vào ngày 9 tháng 3, 1944 dưới quyền chỉ huy của Hạm trưởng, Thiếu tá Hải quân Harry A. Barnard, Jr.

## Lịch sử hoạt động
Sau khi hoàn tất việc chạy thử máy huấn luyện tại khu vực Bermuda và sửa chữa sau chạy thử máy, Richard M. Rowell chuẩn bị để được điều động sang khu vực Mặt trận Thái Bình Dương. Nó khởi hành từ Boston, Massachusetts vào ngày 6 tháng 5, 1944, băng qua kênh đào Panama và San Diego, California để đi đến Trân Châu Cảng vào ngày 31 tháng 5. Sau một giai đoạn huấn luyện, đến tháng 7, nó hộ tống một đoàn tàu vận tải đi Eniwetok, rồi bảo vệ các tàu sân bay hộ tống quay trở lại Trân Châu Cảng. Sang tháng 8, nó lại hộ tống một đoàn tàu vận chuyển đi sang Tulagi thuộc quần đảo Solomon, rồi hộ tống các tàu sân bay hộ tống đi đến đảo Manus thuộc quần đảo Admiralty. Đến tháng 9, nó hộ tống một lực lượng đặc nhiệm tàu sân bay hỗ trợ cho cuộc đổ bộ lên đảo Morotai, Đông Ấn thuộc Hà Lan vào ngày 15 tháng 9, nơi nó giải cứu hai phi công bị rơi xuống biển.
Vào ngày 3 tháng 10, Richard M. Rowell đã cứu vớt những người sống sót từ tàu hộ tống khu trục Shelton (DE-407), sau khi chiếc tàu chị em bị đắm do trúng ngư lôi từ tàu ngầm Nhật Bản RO-41.
Trong ngày hôm đó, cho rằng tiếp tục bị tấn công bởi tàu ngầm đã từng đánh chìm Shelton, Richard M. Rowell đã tấn công một mục tiêu bị máy bay tuần tra xuất phát từ tàu sân bay hộ tống Midway (CVE-63) phát hiện, và có thể đã bắn nhầm vào tàu ngầm Seawolf (SS-197). Hạm trưởng của Richard M. Rowell, Thiếu tá Barnard, biết rằng có bốn tàu ngầm bạn đang hoạt động tại khu vực lân cận, nhưng không biết Seawolf đã tạm thời bị gián đoạn liên lạc, nên tin rằng đây là tàu ngầm đối phương và truy lùng mục tiêu bằng sonar. Do tín hiệu hồi đáp từ mục tiêu không khớp với mã nhận dạng bạn-thù và được cho là để gây nhiễu sonar, chiếc tàu hộ tống khu trục đã tấn công với hai loạt súng cối chống ngầm Hedgehog, loạt thứ hai gây ra những vụ nổ dưới nước và nhiều mảnh vỡ trồi lên mặt biển. Nghiên cứu tài liệu của Hải quân Nhật Bản sau chiến tranh không thấy cuộc tấn công nào có thể khiến Seawolf bị mất. Có thể chiếc tàu ngầm đắm do tai nạn vận hành hoặc một cuộc tấn công của đối phương không được ghi chép, nhiều khả năng nó đắm do cuộc tấn công nhầm của Richard M. Rowell, là chiếc tàu ngầm thứ nhì sau chiếc Dorado tại vùng biển Caribe bị mất do hỏa lực bắn nhầm.
Sau đó, Richard M. Rowell tháp tùng để bảo vệ các tàu sân bay hộ tống hỗ trợ cho cuộc đổ bộ lên Leyte, Philippines vào ngày 20 tháng 10. Đến ngày 23 tháng 10, nó đã đánh chìm tàu ngầm Nhật Bản I-54.
Trong quá trình Trận chiến ngoài khơi Samar diễn ra vào ngày 25 tháng 10, Richard M. Rowell hoạt động cùng Đơn vị Đặc nhiệm 77.4.1 (mã gọi vô tuyến Taffy 1), ở cách Taffy 3 (Đơn vị Đặc nhiệm 77.4.3) 130 mi (210 km) về phía Nam, vốn trở thành mục tiêu của Lực lượng Trung tâm Nhật Bản. Taffy 1 đang tung máy bay ra truy tìm hạm đội Nhật Bản đang rút lui sau Trận chiến eo biển Surigao, khi đến 07 giờ 40 phút đã phải chịu đựng những đợt tấn công tự sát của sáu máy bay Kamikaze đối phương xuất phát từ Davao; Richard M. Rowell đã giúp cứu vớt một người sống sót từ tàu sân bay hộ tống Santee (CVE-29). Nó còn phải chống trả một đợt tấn công Kamikaze khác vào ngày 26 tháng 10, và cùng với tàu sân bay Petrof Bay (CVE-80) trợ giúp y tế cho những người bị thương trên tàu sân bay Suwannee (CVE-27). Sang ngày 27 tháng 10, nó hộ tống cho Santee rút lui về Manus và sau đó về đến Trân Châu Cảng vào ngày 19 tháng 11.
Khi quay trở lại khu vực quần đảo Philippine, Richard M. Rowell hoạt động tuần tra chống tàu ngầm và phòng không hỗ trợ cho cuộc đổ bộ lên vịnh Lingayen, Luzon vào ngày 9 tháng 1, 1945. Sau khi bảo vệ cho các đội phá hoại dưới nước (UDT: Underwater Demolition Team) thực hành tại Ulithi vào cuối tháng 1 và đầu tháng 2, nó hộ tống các tàu vận chuyển đi đến Iwo Jima, và hộ tống cho các tàu sân bay hỗ trợ cho cuộc đổ bộ tại đây vào ngày 19 tháng 2. Rời Ulithi vào ngày 21 tháng 3, nó lại hộ tống cho các tàu sân bay hỗ trợ cho cuộc đổ bộ lên Okinawa vào ngày 1 tháng 4 trước khi quay trở về Guam vào ngày 11 tháng 5. Sang tháng 7, con tàu tuần tra tại vịnh Leyte, Philippines, rồi hộ tống tàu sân bay Hoggatt Bay (CVE-75) đi sang Ulithi và hộ tống ba tàu vận tải đi đến vịnh San Pedro, Philippines trong tháng 8.
Sau khi Nhật Bản chấp nhận đầu hàng vào ngày 15 tháng 8, giúp chấm dứt vĩnh viễn cuộc xung đột, Richard M. Rowell tiếp tục tuần tra tại vịnh Leyte và Okinawa trong tháng 9, trước khi lên đường quay trở về Hoa Kỳ ngang qua Eniwetok và Trân Châu Cảng. Nó về đến vào ngày 6 tháng 11, được cho xuất biên chế vào ngày 2 tháng 7, 1946 và đưa về Hạm đội Dự bị Thái Bình Dương. Tên nó được cho rút khỏi danh sách Đăng bạ Hải quân vào ngày 30 tháng 6, 1968, và con tàu bị bán để tháo dỡ vào tháng 6, 1969.

## Phần thưởng
Richard M. Rowell được tặng thưởng sáu Ngôi sao Chiến trận do thành tích phục vụ trong Thế Chiến II.
|                                                       |  |                           |
| Bronze star · Bronze star · Bronze star · Bronze star |  | Bronze star · Bronze star |

| Dãi băng Hoạt động Tác chiến                                            | Dãi băng Hoạt động Tác chiến         | Huân chương Chiến dịch Hoa Kỳ        | Huân chương Chiến dịch Hoa Kỳ                                            |
| Huân chương Chiến dịch Châu Á-Thái Bình Dương với 4 Ngôi sao Chiến trận | Huân chương Chiến thắng Thế Chiến II | Huân chương Chiến thắng Thế Chiến II | Huân chương Giải phóng Philippine (Philippine) với 2 Ngôi sao Chiến trận |